# 宝城警察署
宝城警察署（ポソンけいさつしょ）は、全南地方警察庁所管の警察署である。

## 管轄区域
- 宝城郡

## 沿革
- 1945年10月21日 - 開署。
- 1955年7月7日 - 筏橋警察署を統合。

## 組織
- 警務課
- 生活安全交通課
- 捜査課
- 情報保安課

## 管轄派出所
- 筏橋派出所
- 福内派出所
- 鳥城派出所
- 邑内派出所
- 礼堂派出所
- 兼白派出所
- 弥力派出所

## 管轄治安センター
- 熊峙治安センター
- 洛城治安センター
- 長道治安センター
- 文徳治安センター
- 龍岩治安センター
- 得粮治安センター
- 栗於治安センター
- 蘆洞治安センター
- 会泉治安センター